# Jacques Carabain

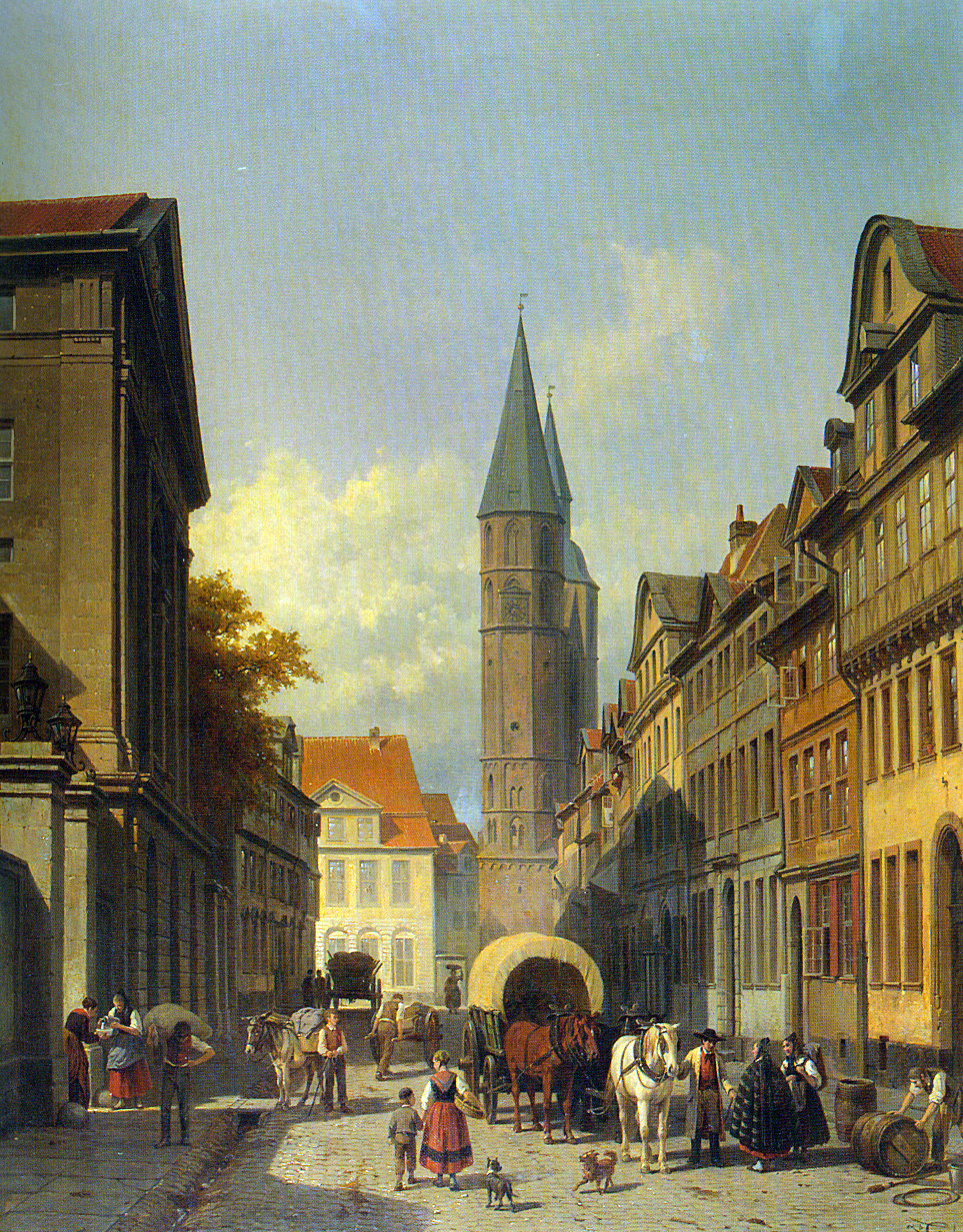
„Belebte Straße in einer deutschen Stadt“,
Motiv: der Bohlweg in Braunschweig.

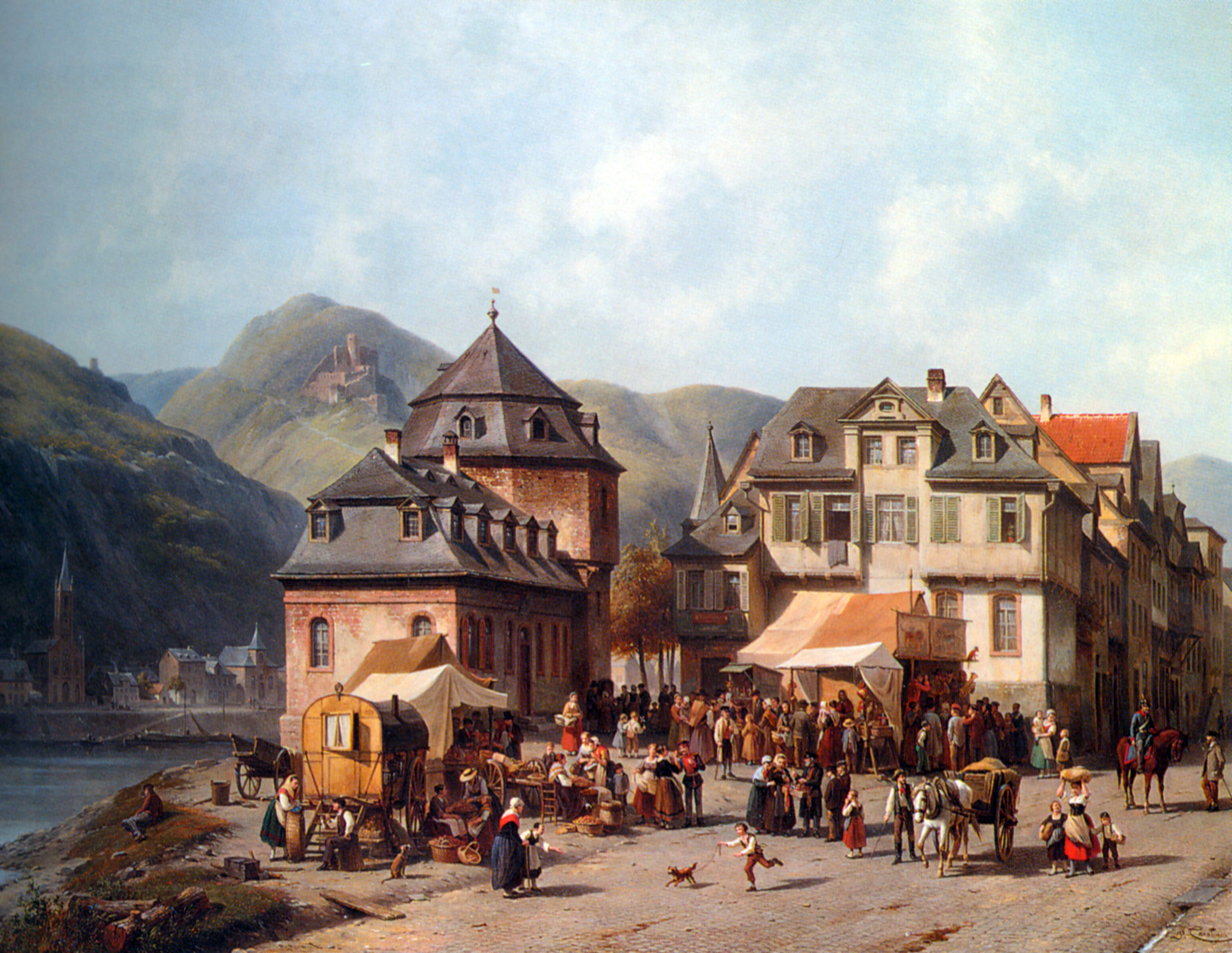
„St. Goar am Rhein“,
Motiv: Sankt Goar im heutigen Bundesland Rheinland-Pfalz.

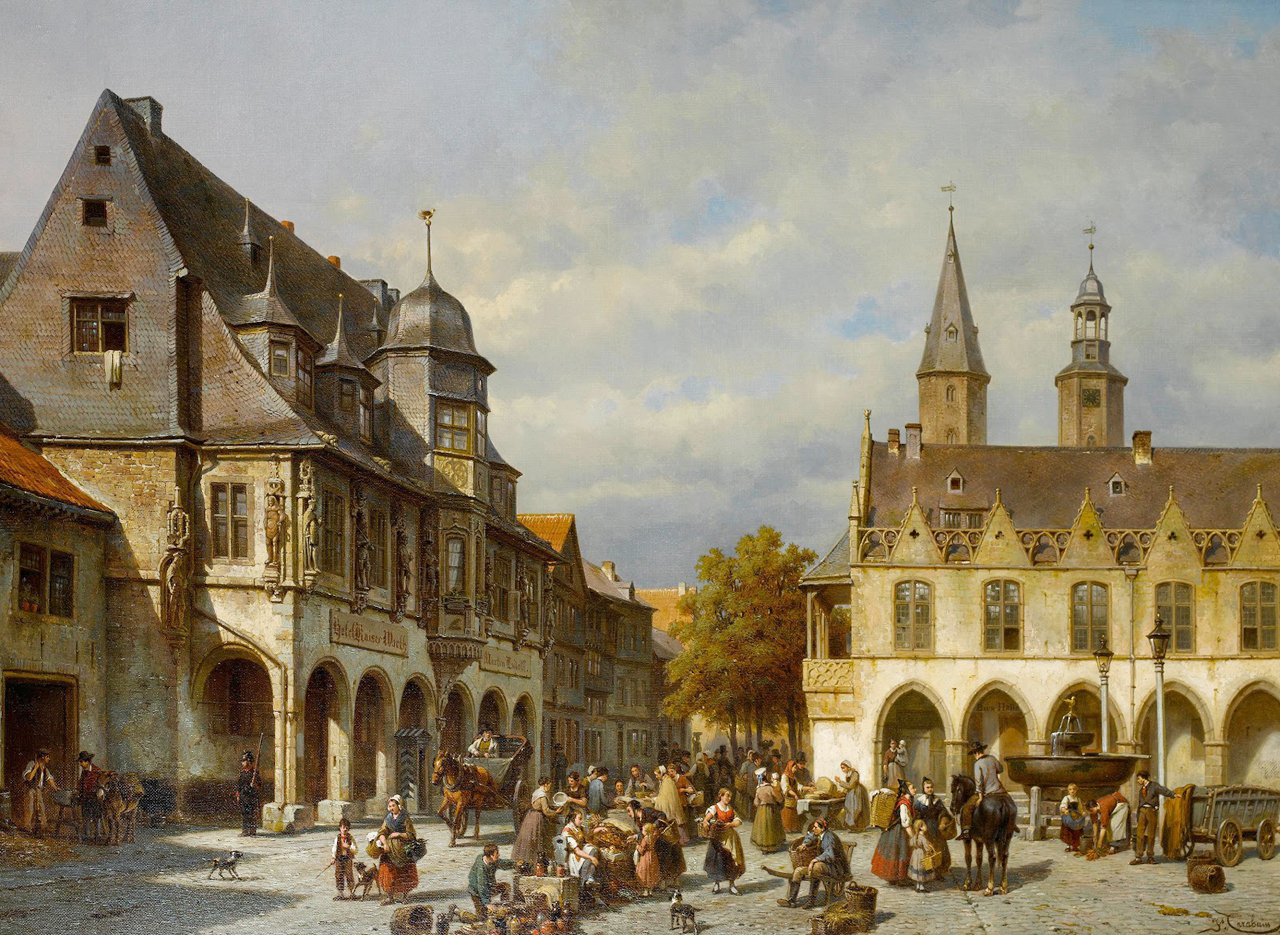
„Markttag in Goslar“,
Motiv: Gildehaus Kaiserworth (links) und Rathaus Goslar im heutigen Bundesland Niedersachsen.

Jacques François Joseph Carabain (eigentl. Jacob Frans Jozef Carabain; * 23. Februar 1834 in Amsterdam; † 2. Januar 1933 in Schaerbeek) war ein niederländisch-belgischer Kunstmaler. Er schuf hauptsächlich Stadt- und Gebäudeansichten im Stil des „Romantischen Realismus“.

## Leben
Jacques Carabain war ein Schüler von Valentin Bing und der Amsterdamer Kunstakademie. Er spezialisierte sich auf die Darstellung von Stadtansichten, malte aber auch, vor allem am Anfang seiner Karriere, Seestücke und Landschaften.
Bis etwa 1856 lebte, studierte und arbeitete Carabain in Amsterdam. Nach seinem Kunststudium reiste er durch Europa und ließ sich schließlich im belgischen Schaerbeek nieder. Im Jahr 1880 erhielt Jacques Carabain die belgische Staatsangehörigkeit. Ab 1885 unternahm er weitere Reisen durch Australien und Neuseeland.
Neben François Stroobant gehörte Jacques Carabain zu den beliebtesten und erfolgreichsten Malern von Stadtansichten im Belgien des 19. Jahrhunderts. Zu seinen Motiven zählten nicht nur Städte in Belgien und den Niederlanden, sondern auch in Deutschland, Österreich, Italien, Frankreich und anderer Länder.
Carabain hatte eine Vorliebe für die Darstellung mittelalterlicher und barocker Stadtszenen, mit Schwerpunkt auf malerische Milieus: alte Kirchen, historische Prachtbauten und belebte Marktplätze, bevölkert mit buntgekleideten Personen, die dort ihren täglichen Geschäften nachgehen.
Eine genaue Datierung seiner Werke ist oft schwierig. Carabain pflegte Datum und Signatur auf einem Etikett auf der Rückseite der Gemälde anzubringen. Da die Etiketten in vielen Fällen verschwunden sind, kann der Zeitraum der Entstehung meist nur ungenau angegeben werden.
Als das Stadtbild Brüssels in der Zeit der Industrialisierung durch umfangreiche Bauvorhaben erheblich verändert wurde, beauftragte ihn der Brüsseler Bürgermeister, die vorindustrielle Stadt für die Nachwelt festzuhalten. Von 1894 bis 1897 malte Carabain die Stadtansichten des „alten“ Brüssel in einer Serie von Aquarellen.
Vom 1. März bis 31. Dezember 2011 widmete das „Museum van de Stad Brussel“ eine Ausstellung dem Aquarellisten Jacques Carabain, in der 59 Aquarelle das historische Brüssel der Belle Époque zeigten.